# Беджих Сметана
Беджих Сметана (чеш. Bedřich Smetana; Литомишл, 2. март 1824 — Праг, 12. мај 1884) је био чешки композитор и диригент. Творац је чешке националне опере и велики мајстор симфонијске поеме. Био је уметник који се свим својим бићем залагао за успон чешке музике. Окупљао је око себе младе талентоване уметнике заинтересоване за афирмацију културе свог народа. У Прагу се налази његов музеј.

## Биографија
Беджих Сметана се родио у Литомишлу, као син пивара, у породици наклоњеној музици, па је и сам од малих ногу свирао виолину. Како би се додатно школовао и усавршавао, одлази у Праг. Отворио је властиту музичку школу у Прагу, али с обзиром да је у то време било много музичких школа, није имао много ученика, и био је приморан да је затвори. Прихвата позив из Гетбурга да буде наставник клавира. Касније је неко време био директор и диригент Филхармонијског друштва у Гетеборгу. У Шведској остаје до своје 37. године, до 1861. године.
По повратку у земљу затиче нову ситуацију. Била су основана певачка друштва и припремало се отварање чешког националног позоришта. Иако је био хладно примљен, након делимично успеле турнеје по Немачкој, у Прагу отвара музичку школу. Бави се и другим делатностима: педагогијом, дириговањем и компоновањем. Био је музички критичар новина „Народни лист“. Добио је награду за оперу Продана невеста 1866. године. То је прва чешка национална опера и представља његово најзначајније дело. Та опера је у исто време једина комична и национална.
Године 1874, напустио је јавно деловање због глувоће. Компоновао је према темама из легенди, историје и националног фолклора. Уједно је, као пијаниста, диригент и организатор, покретач националних снага у чешком музичком животу. У грандиозном циклусу „Моја домовина“, који обухвата шест симфонијских песама, дао је јединствену тонску апотеозу чешког мита и историје. Сметанино целокупно дело сретна је синтеза националних и тада актуалних европских музичких елемената, пучког и уметнички дотераног израза.

### Породично порекло и детињство
Беджих Сметана, првобитно назван Фридрих Сметана, рођен је 2. марта 1824. у Литомишлу (нем. Leitomischl), источно од Прага у близини традиционалне границе између Бохемије и Моравске, тадашњих провинција Хабзбуршког царства. Он је био је треће дете и први син Франтишека Сметане и његове треће жене Барборе Линкове. Франтишек је имао осморо деце у два ранија брака, пет ћерки су преживеле детињство; он и Барбора су имали још десеторо деце, од којих је седморо достигло пунолетство. У то време, под хабзбуршком влашћу, немачки је био службени језик у Бохемији. Франтишек је знао чешки, али га је из пословних и друштвених разлога ретко користио; а његова деца су била неупућена о исправном чешком све до много касније у животу.
Породица Сметана је потицала из области Храдец Кралове (нем. Königgrätz) у Чешкој. Франтишек је у почетку изучио занат пивара и стекао је умерено богатство током Наполеонских ратова снабдевајући француску војску одећом и намирницама. Касније је управљао са неколико пивара пре него што је дошао у Литомишл 1823. године као пивар грофа Валдштајна, чији ренесансни замак доминира градом.
Франтишек Сметана је свирао виолину у гудачком квартету, а Барбора Сметана је била играчица. Беджиха је у музику увео његов отац. Октобра 1830. године, са шест година, одржао је свој први јавни наступ. На концерту одржаном у градској Филозофској академији свирао је клавирску обраду Оберове увертире у La muette de Portici, уз одушевљени пријем.. Године 1831, породица се преселила у Јиндрихув Храдец на југу Бохемије — регион где је, генерацију касније, одрастао Густав Малер. Овде је Сметана похађао месну основну школу, а касније и гимназију. Такође је учио виолину и клавир, откривајући дела Моцарта и Бетовена, и почео да компонује једноставне комаде, од којих је једaн, плес (Квапичек, или „Мали галоп“), сачуван у облику скице.
Године 183, Франтишек се повукао у замак Ружкови Лотице у југоисточном региону Чешке. Пошто није било одговарајуће локалне школе, Сметана је послат у Гимназију у Јихлави, где је био носталгичан и није могао да учи. Затим је прешао у премонстратенску школу у Хавличкув Брод, где је био задовољнији и добро напредовао. Међу пријатељима које је овде стекао био је и будући чешки револуционарни песник Карел Хавличек, чији је одлазак у Праг 1838. можда утицао на Сметанину жељу да упозна живот у престоници. Следеће године, уз Франтишеково одобрење, уписао се у Прашку академску гимназију код Јозефа Јунгмана, истакнутог песника и лингвисте који је био водећа личност у покрету за чешки национални препород.

### Музички шегрт

#### Први кораци
Сметана је стигао у Праг у јесен 1839. Сматрајући да је Јунгманова школа неприкладна (другови из разреда су му се ругали због сеоских манира), и убрзо је почео да изостаје са наставе. Присуствовао је концертима, посећивао оперу, слушао војне оркестре и придружио се аматерском гудачком квартету за који је компоновао једноставна дела. Након што је Лист одржао серију клавирских рецитала у граду, Сметана се уверио да ће задовољство наћи само у музичкој каријери. Поверио је свом дневнику да жели „да постане Моцарт у композицији и Лист у техници“. Међутим, прашка идила је окончана када је Франтишек открио изостанке с наставе свог сина, и удаљио га је из града. Франтишек је у то време видео музику као разоноду, а не као избор каријере. Сметана је привремено смештен код свог стрица у Ново место, где је имао кратку романсу са својом рођаком Луизом. Он је обележио њихову страст у Луизиној полки, Сметаниној најранијој целовитој композицији која је преживела.
Један старији рођак, Јозеф Сметана, учитељ у Премонстратској школи у Плзењу (нем. Пилсен), тада је понудио да надгледа дечаково преостало школовање, и у лето 1840. Сметана је отишао у Плзењ. Остао је тамо све док није завршио школовање 1843. Његове вештине пијанисте биле су веома тражене на бројним градским вечерима, а уживао је у ужурбаном друштвеном животу. Ово је укључивало бројне романсе, од којих је најважнија била са Катерином Коларовом, коју је накратко познавао у раном детињству. Сметана је био потпуно опчињен њоме, записавши у свом дневнику: „Кад нисам са њом, седим на ужареном угљу и немам мира“. За њу је компоновао неколико комада, међу којима су два Квадрила, песнички дует и непотпуна студија за клавир за леву руку. Такође је компоновао свој први оркестарски комад, минует у Бе-молу.

#### Ученик и наставник
До времена кад је Сметана завршио школовање, богатство његовог оца се оронило. Иако се Франтишек сада сложио да његов син настави музичку каријеру, није могао да пружи финансијску подршку. У августу 1843. Сметана је отпутовао у Праг са двадесет флорина, и без непосредне перспективе. Мајка Катерине Коларове упознала је Сметану са Јозефом Прокшем, тадашњим шефом Прашког музичког института (где је Катерина студирала), са којим је започео часове композиције. Јануара 1844, Прокш је пристао да узме Сметану за ученика, а у исто време финансијске потешкоће младог музичара су се ублажиле када је обезбедио именовање за учитеља музике у породици племића грофа Туна. Током студија, Прокш је упознао Сметану са Листом и са Берлиозом.

## Композиције

### Опере
- Продана невеста
- Бранденбуржани у Чешкој
- Либуша
- Далибор
- Две удовице
- Пољубац
- Тајна
- Ђаволова стена

### Симфонијске поеме
- "Моја домовина" → дели се на :

- "I Вишеград"
- "II Влтава"
- "III Шарка"
- "IV Из Чешких гајева и лугова"
- "V Бланик
- "VI Табор"

## Галерија
- Беджих Сметана
- Сметанин споменик у Литомишлу, његовом родном граду
- Постер опроштајног Сметаниног концерта у Гетеборбгу
- Надгробна плоча
- Сметанин потпис